# Биостратиграфические подразделения
Биостратиграфи́ческие подразделе́ния — категория стратиграфических подразделений. Биостратиграфические подразделения выделяются и обосновываются по содержащимся в отложениях остаткам ископаемых организмов.

## Типы биостратиграфических подразделений
Иногда для обозначения любого биостратиграфического подразделения используется термин «биостратиграфическая зона». В Стратиграфическом кодексе России наряду с биостратиграфическими зонами выделяются слои с фауной (флорой).
- Биостратиграфическая зона является основной единицей биостратиграфических подразделений. Она представляет собой стратиграфический интервал в пределах которого присутствует или достигает максимальной частоты встречаемости определенный таксон либо присутствует определенный комплекс таксонов. Зоны, установленные по разным группам организмов, независимы друг от друга. В Стратиграфическом кодексе России зоны в зависимости от размеров ареала подразделяются на местные зоны и провинциальные зоны (лоны)[3]. Зоны могут объединяться в надзоны или подразделяться на подзоны[1].
- Слои с фауной (флорой) представляют собой отложения, содержащие остатки организмов или сложенные ими, но не отвечающие требованиям, предъявляемым к биостратиграфической зоне. Такие слои могут выделяться, если в подстилающих или перекрывающих образованиях остатки организмов встречаются редко или отсутствуют[3].

## Геохронологические эквиваленты биостратиграфических подразделений
Промежуток времени, в течение которого сформировалась соответствующая биостратиграфическая зона или подзона, (её геохронологический эквивалент) обозначается термином «время» с добавлением названия этой зоны или подзоны. Например, зоне Globigerinoides conglobatus соответствует время Globigerinoides conglobatus.
Для обозначения геохронологического эквивалента слоев с фауной (флорой) употребляется выражение «время образования слоев с… фауной (флорой)».